# Comuna Berezivka, Jîtomîr
Berezivka (în ucraineană Березівська сільська рада) este o comună în raionul Jîtomîr, regiunea Jîtomîr, Ucraina, formată din satele Berezivka (reședința), Bohdanivka, Ceremoșne și Duboveț.

## Demografie
Componența lingvistică a comunei Berezivka
     Ucraineană (96,45%)
     Rusă (3,44%)
     Alte limbi (0,07%)
Conform recensământului din 2001, majoritatea populației comunei Berezivka era vorbitoare de ucraineană (96,45%), existând în minoritate și vorbitori de rusă (3,44%).